# 臓器くじ
臓器くじ（ぞうきくじ、英: survival lottery）は、哲学者（倫理学者）のジョン・ハリスが提案した思考実験。日本語圏では「サバイバル・ロッタリー」とカタカナ表記されることも多い。
「人を殺してそれより多くの人を助けるのはよいことだろうか？」という問題について考えるための思考実験で、ハリスは功利主義の観点からこの思考実験を検討した。

## 内容
「臓器くじ」は以下のような社会制度を指す。
1. 公平なくじで健康な人をランダムに一人選び、殺す。
2. その人の臓器を全て取り出し、臓器移植が必要な人々に配る。

臓器くじによって、くじに当たった一人は死ぬが、その代わりに臓器移植を必要としていた複数人が助かる。このような行為が倫理的に許されるだろうか、という問いかけである。
ただし問題を簡単にするため、次のような仮定を置く（これらは必ずしもハリスが明記したものではない）。
- くじにひいきなどの不正行為が起こる余地はない。
- 移植技術は完璧である。手術は絶対に失敗せず、適合性などの問題も解決されている。
- 人を殺す以外に臓器を得る手段がない。死体移植や人工臓器は何らかの理由で（たとえば成功率が低いなど）使えない。

## 議論
- 事故にあって死ぬことよりも積極的に殺すことのほうが罪が重い。
  - 反論：臓器が必要な人をそのまま死なせるのは見殺しにするのと同じことであって、移植しようがしまいが殺すことに変わりないのではないか。
- 臓器が必要な人をそのまま死なせることは消極的に殺すことであり、健康な人から臓器をとるのは積極的に殺すことであり、その意味は当然異なる。
  - 反論：過程がどうであれ、最終的に多数の命を救う事に比べれば、一人の犠牲に対する意味の違いなどは大きく取り上げることではないのではないか。
- いつ臓器を奪われるか分からない状況に怯えることになる。
  - 反論：多数の人から無作為に選ばれるならば病気や事故に遭って死ぬ確率がごくわずかに増えるのと同じことであり、それを受け入れるのであれば臓器の移植を受け入れない理由はないのではないか。
- 生死は天命によるものであって人が誰が死ぬべきかを決めるものではない。
  - 反論：臓器を移植せずに死なせることも同じように誰が死ぬべきかどうかを決めることではないか。
- こうした社会制度の下では、臓器を提供する側から除外されるよう人々が競って不健康になろうとするというモラル・ハザードが起きるのではないか。
  - 反論：不健康になれば自身が病死する確率も高まり、また、臓器を提供することのできる人間の基準が引き下げられるであろうため、長期的に見れば自身の健康をあえて損なうことの意味自体が薄れるのではないか。
- 臓器提供はしたい人がやればいいのであって、くじだからといって臓器を提供したくもない人が強制されるのは人権侵害ではないのか。
  - 反論：緊急避難の考え方を社会全体に適用できないか。死ぬ人数が少ない方が、より多くの人権を保護することになるのではないか。
- 臓器移植を必要とする人を助ける方法は他にもあるのではないのか。
  - 反論：思考実験の内容として「死人の臓器や人工臓器では代替できない」とある。
- 社会全体としては、臓器移植が必要な重病人数人の生存よりも、健康な人間一人の生存のほうが有益なのではないか。
  - 反論：健康な人間一人が社会全体に与える損益は、その個人の生命活動そのものとは無関係なのではないか。また、移植を受ければ健康状態は格段に改善する。
- 臓器くじに超一流の芸術家やスポーツマンが当たった場合どうするのか。
  - 反論：臓器をもらう側も超一流の芸術家やスポーツマンである場合もあり得るし、提供する側が凶悪な犯罪者である場合もあり得る。

## 意義
この思考実験は、社会全体の利益を最大化すべきであるという功利主義を人間の肉体にまで適用することによる不快な結果を示している。しかし功利主義の立場に立つならば、この制度は（富の再分配と同程度には）善であるとみなさざるをえない。
このような制度が現実には議論の対象にすらなっていないのは、純粋に倫理的な理由よりはむしろ、実際には肉体は（安全かつ効率的には）再配分不可能であるという技術的理由に立脚している。

## 参考書籍
- The Survival Lottery, John Harris -In, Applied Ethics, Oxford Readings in Philosophy, ed. Peter Singer

## 関連文献
- 北村良子著『論理的思考力を鍛える33の思考実験』彩図社、2017年、40-47頁